# Фрачник обыкновенный
Фрачник обыкновенный

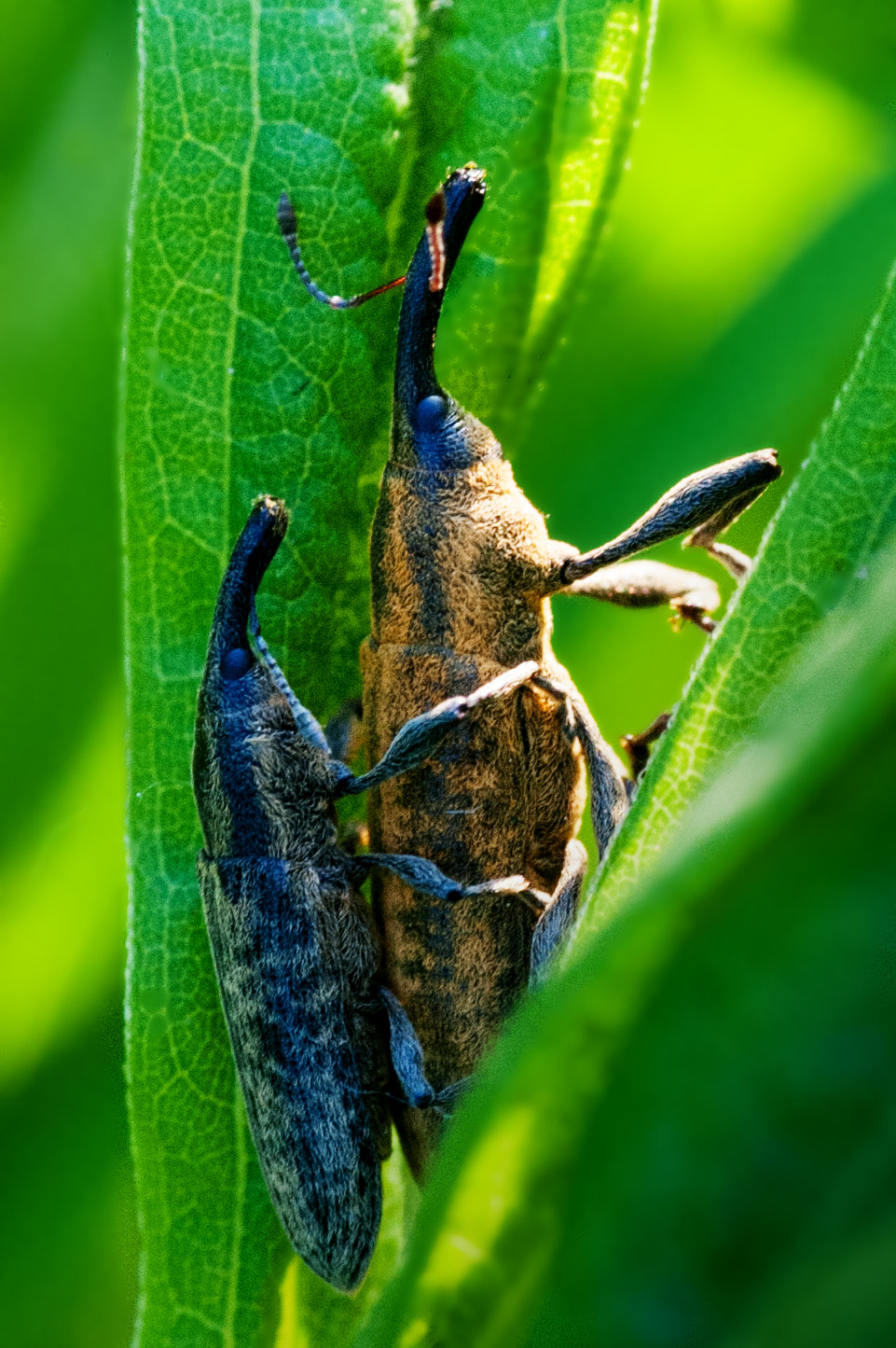
Пара фрачников

(лат. Lixus iridis) — вид жуков из семейства долгоносиков. Видовое название дано в честь растения Ирис. Встречается в Европе, Ближнем Востоке, Сибири и Северной Африке (Алжир и Марокко).

## Описание
Размер взрослых особей достигает 12—17 мм. Тело продолговатое, вытянутое. Окрас в серо-жёлтой гамме. У жуков тонкие ноги с немного утолщенными бедрами. Личинки развиваются в стеблях зонтичных.
Откладывают яйца в июне.